# 611 Place
611 Place
O 611 Place é um arranha-céu de 42 andares de 189 m (620 ft) de altura, localizado em Los Angeles, Califórnia. É o 14° edifício mais alto de Los Angeles. O edifício começou a ser construído em 1967 e foi concluído em 1969. Foi o prédio mais alto de Los Angeles após a conclusão, e o primeiro edifício a ultrapassar a Los Angeles City Hall em termos de altura estrutural (muitos edifícios haviam superado a prefeitura com pináculos decorativos, sendo a primeira a Richfield Tower).
O edifício foi projetado por William L. Pereira Associates. O prédio foi contratado pelo agora recaído, Crocker National Bank e serviu como sede da Southern California até 1983, quando a empresa se mudou para a Crocker Center (agora Wells Fargo Center (Los Angeles). Em seguida, foi comprado pela AT&T.  É constituída por uma torre em forma de cruz revestida de vigas verticais de Alumínio e apoiada no lado oeste por uma imensa laje em branco de concreto que corre a toda a altura do edifício, que é usado para exibir logos corporativos.

## Cultura Popular
- O edifício aparece no horizonte de Nova Iorque no filme O Dia depois de Amanhã.